# Gwaii Haanas
Gwaii Haanas National Park Reserve and Haida Heritage er enkombination af en nationalpark, et naturreservat og kulturarv i Britisk Columbia, Canada. 1993 blev de officielt slået sammen efter en aftale  mellem Canadas regering og Haida-nationens råd. Den 1.470 km² store nationalpark består  af den sydlige del af Moresby Island og flere mindre øer i den sydlige  del af øgruppen Haida Gwaii.
Kulturarvsstedet S'G̱ang Gwaay, som ligger i nationalparken, blev  verdensarv i  1981. Siden 2004 har hele Gwaii Haanas nationalpark været optaget på Canadas tentative verdensarvsliste.